# Maximilien de Fürstenberg
O Barão Maximilien Louis Hubert Egon Vincent Marie Joseph von Fürstenberg-Stammheim, também conhecido como Maximilien de Fürstenberg (23 de outubro de 1904 - 22 de setembro de 1988) foi um cardeal da Igreja Católica Romana e foi prefeito da Congregação para as Igrejas Orientais.

## Biografia
Ele nasceu no Ter Worm Castle, Heerlen, na Holanda, da antiga família nobre católica Fürstenberg-Stammheim da Westfália, Alemanha. Seus pais eram Adolf Louis Egon Hubert Vincent Freiherr von Fürstenberg-Stammheim (1870-1950) e Elisabeth Marie Sylvie Ferdinande Joseph, condessa de Oultremont de Wégimont de Warfusée (1879-1953).
Ele foi educado na faculdade Abbey de Maredsous, Namur, na Bélgica de outubro de 1915 a julho de 1922. Ele então viajou para a América Latina e de 1922 a 1928 para o Saint-Louis College em Bruxelas onde estudou clássicos e filosofia.
Fez serviço militar no regimento de granadeiros, e obteve o posto de subtenente de reserva. Sua educação continuou quando ele entrou no Instituto Superior de Filosofia da Universidade de Louvai , deixando em 1928 com uma licenciatura em filosofia. Nesse mesmo ano ingressou na Pontifícia Universidade Gregoriana, em Roma, onde estudou até 1932 para um doutorado em teologia.

## Sacerdócio
Foi ordenado em 9 de agosto de 1931 e incardinado na arquidiocese de Mechelen. Ele retornou à Bélgica e tornou-se um membro do corpo docente do Colégio diocesano de Saint-Jean Berchmans em Antuérpia de 1932 até 1934. Ele atuou como professor de liturgia no Grand Seminary de Mechelen até 1946. Nomeado mestre de cerimônias do Cardeal Jozef-Ernest van Roey, em 1934. De 1935 a 1949 foi capelão militar de reserva. No dia de Natal de 1943 ele foi preso pelos alemães na casa de sua mãe por causa de um inscrição em latim colocada na vela de Natal da catedral metropolitana, que parecia expressar grande esperança no desembarque aliado no norte da África. Ele foi posteriormente condenado a dois anos de prisão. Ele foi libertado no dia de Natal de 1944. Durante a Regência da Bélgica, ele foi nomeado capelão da corte e condecorado com a Cruz de Cavaleiro da Ordem de Leopoldo II por sua conduta patriótica. [ citação necessária ]
Ele foi nomeado pelos bispos da Bélgica como reitor do Pontifício Colégio Belga em Roma, em 27 de fevereiro de 1946. Ele ocupou o cargo até sua promoção ao episcopado; entre os seus alunos estava o jovem padre Karol Wojtyla, futuro Papa João Paulo II . Ele foi criado prelado doméstico de Sua Santidade em 13 de maio de 1947.

## Episcopado
O Papa Pio XII nomeou-o Arcebispo titular de Palto em 14 de março de 1949 e delegado apostólico no Japão em 22 de março do mesmo ano. Tornou-se Internuncio no Japão em 28 de abril de 1952. Ele também serviu como delegado apostólico na Austrália, Nova Zelândia e Oceania de 1959 até ser nomeado Núncio Apostólico em 1962. Participou do Concílio Vaticano II de 1962 a 1965.

## Cardinalizado

Brasão de Maximilien de Furstenberg como Grão-Mestre da Ordem do Santo Sepulcro

Ele foi criado e proclamado cardeal-sacerdote do Sacro Cuore di Gesù um Castro Pretorio (diácono elevado pro hac vice ao título) no consistório de 26 de junho de 1967 pelo Papa Paulo VI. O Papa Paulo nomeou-o como Prefeito da Sagrada Congregação para as Igrejas Orientais em 15 de janeiro de 1968. Por trinta e sete dias, em coincidência com o 50º aniversário do estabelecimento da Congregação em 1969, ele viajou para a Índia, Iraque, Síria, Jordânia, Egito, Turquia e Terra Santa para visitar os patriarcas das Igrejas Orientais Católicas e também do Patriarca Ecumênico Ortodoxo Atenágoras I de Constantinopla.
Como Prefeito da Congregação para as Igrejas Orientais, o cardeal estava envolvido em uma disputa entre o Vaticano e os católicos do Rito Ucraniano, que protestavam contra o que eles chamavam de tratamento de segunda classe pelo Vaticano. Em 1971, o Vaticano se recusou a conceder status patriarcal à Igreja Católica Ucraniana; O Cardeal de Furstenberg havia anteriormente declarado um sínodo inválido, no qual os bispos ucranianos votavam por uma forma patriarcal de administração da igreja. [ citação necessária ]
O Papa Paulo nomeou-o Grão-Mestre da Ordem Equestre do Santo Sepulcro de Jerusalém em março de 1972, cargo que ocupou até a sua morte. Ele renunciou ao cargo de prefeito da Congregação em 28 de fevereiro de 1973.
O Cardeal de Fürstenberg participou dos conclaves que elegeram o Papa João Paulo I e o Papa João Paulo II em agosto e outubro de 1978. Ele perdeu o direito de participar do conclave quando completou 80 anos de idade, em 1984. Devido a problemas de saúde, foi internado como paciente na policlínica "Agostino Gemelli" de Roma por vários meses; em 30 de maio de 1988. O Papa João Paulo II o visitou lá. Poucos dias depois, ele foi transferido para a clínica da Universidade de Louvain de Mont-Godinne, perto de Namur, na Bélgica.

## Morte
O cardeal Fürstenberg morreu na Bélgica em 1988 de uma hemorragia cerebral. O funeral foi celebrado na quarta-feira, 28 de setembro de 1988, na Igreja da Nossa Senhora de Zavel, em Bruxelas, que é a igreja capitular da corte belga da corte do Santo Sepulcro. Seu caixão estava coberto com a bandeira belga e encimado pelo biretta vermelho. No dia seguinte, de acordo com seu último testamento, foi sepultado na cripta da igreja franciscana de Mont-Apollinaris em Remagen, na Alemanha, que seu bisavô, o conde Franz Egon von Fürstenberg-Stammheim (1797-1859), construído.